# Mitsubishi Heavy Industries Football Club 1989-1990
Questa voce raccoglie le informazioni riguardanti il Mitsubishi Heavy Industries nelle competizioni ufficiali della stagione 1988-1989.

## Stagione
Affidato alla guida tecnica dell'ex difensore Kazuo Saitō e trascinato da Masahiro Fukuda (divenuto, al suo esordio da calciatore, capocannoniere del torneo con 36 reti) e Osamu Hirose (premiato come miglior uomo assist), il Mitsubishi Heavy Industries risalì prontamente nella prima divisione della Japan Soccer League vincendo il girone. Poco degne di nota le prestazioni nelle coppe, dalle quali la squadra fu eliminata nelle fasi iniziali.

## Maglie e sponsor
Le maglie sono prodotte dalla Puma.
| Manica sinistra · Manica sinistra · Maglietta · Maglietta · Manica destra · Manica destra · Pantaloncini · Calzettoni |

## Rosa
| N. |                     | Ruolo | Calciatore         |
| -- | ------------------- | ----- | ------------------ |
| 8  | Giappone (bandiera) | C     | Atsushi Natori     |
| 9  | Giappone (bandiera) | A     | Hiromi Hara        |
| 14 | Giappone (bandiera) | A     | Masahiro Fukuda    |
|    | Giappone (bandiera) | P     | Hisashi Tsuchida   |
|    | Giappone (bandiera) | P     | Hiroyuki Takahashi |
|    | Giappone (bandiera) | P     | Akihisa Sonobe     |
|    | Giappone (bandiera) | D     | Katsuyoshi Shintō  |
|    | Giappone (bandiera) | D     | Tadashi Sasaki     |
|    | Giappone (bandiera) | D     | Makoto Taguchi     |
|    | Giappone (bandiera) | D     | Akinori Mikami     |
|    | Giappone (bandiera) | D     | Hisataka Ikuta     |
|    | Giappone (bandiera) | D     | Satoshi Kitasato   |

| N. |                     | Ruolo | Calciatore         |
| -- | ------------------- | ----- | ------------------ |
|    | Giappone (bandiera) | D     | Yoshimasa Miyazaki |
|    | Giappone (bandiera) | D     | Yoichi Tachibana   |
|    | Giappone (bandiera) | D     | Morihiko Yamaji    |
|    | Giappone (bandiera) | C     | Satoru Bekku       |
|    | Giappone (bandiera) | C     | Hiroyuki Tsujiya   |
|    | Giappone (bandiera) | C     | Hiroshi Nagatomi   |
|    | Giappone (bandiera) | C     | Osamu Hirose       |
|    | Giappone (bandiera) | A     | Yasushi Yoshida    |
|    | Giappone (bandiera) | A     | Norihiro Yasuda    |
|    | Cina (bandiera)     | A     | Zhao Dayu          |
|    | Giappone (bandiera) | A     | Satoru Watabe      |
|    | Giappone (bandiera) | A     | Yasushi Matsumoto  |

## Statistiche

### Statistiche di squadra
| Competizione          | Punti | Totale | Totale | Totale | Totale | Totale | Totale | DR  |
| Competizione          | Punti | G      | V      | N      | P      | Gf     | Gs     | DR  |
| --------------------- | ----- | ------ | ------ | ------ | ------ | ------ | ------ | --- |
| JSL Division 2        | 70    | 30     | 22     | 4      | 4      | 89     | 25     | +64 |
| JSL Cup               | -     | 1      | 0      | 0      | 1      | 0      | 2      | -2  |
| Coppa dell'Imperatore | -     | 1      | 0      | 0      | 1      | 0      | 2      | -2  |
| Totale                | -     | 32     | 22     | 4      | 6      | 89     | 29     | +60 |